# 小行星2638
小行星2638（2638 Gadolin）是一颗绕太阳运转的小行星，为主小行星带小行星。该小行星于1939年9月发现。
該小行星以瑞典路德會主教雅各布·加多林命名。

## 轨道参数
小行星2638的轨道半长轴为2.5546888 UA，离心率为0.083。